# Atlante Cedid
L'Atlante Cedid o Atlas-ı Cedid, nome completo: Cedid Atlas Tercümesi (che letteralmente significa: "Una traduzione di un Nuovo Atlante") è la prima traduzione di un atlante nel mondo islamico, venne stampato e pubblicato nel 1803 a Costantinopoli, allora capitale dell'Impero Ottomano.
Sebbene manoscritti e mappe disegnate a mano fossero ampiamente disponibili in tutto il mondo musulmano, la massiccia stampa di libri iniziò solo nel 1729 da Ibrahim Muteferrika e il Cedid Atlas fu pubblicato solamente nel 1803 da Müderris Abdurrahman Efendin con uno stile basato su fonti europee.

## Descrizione

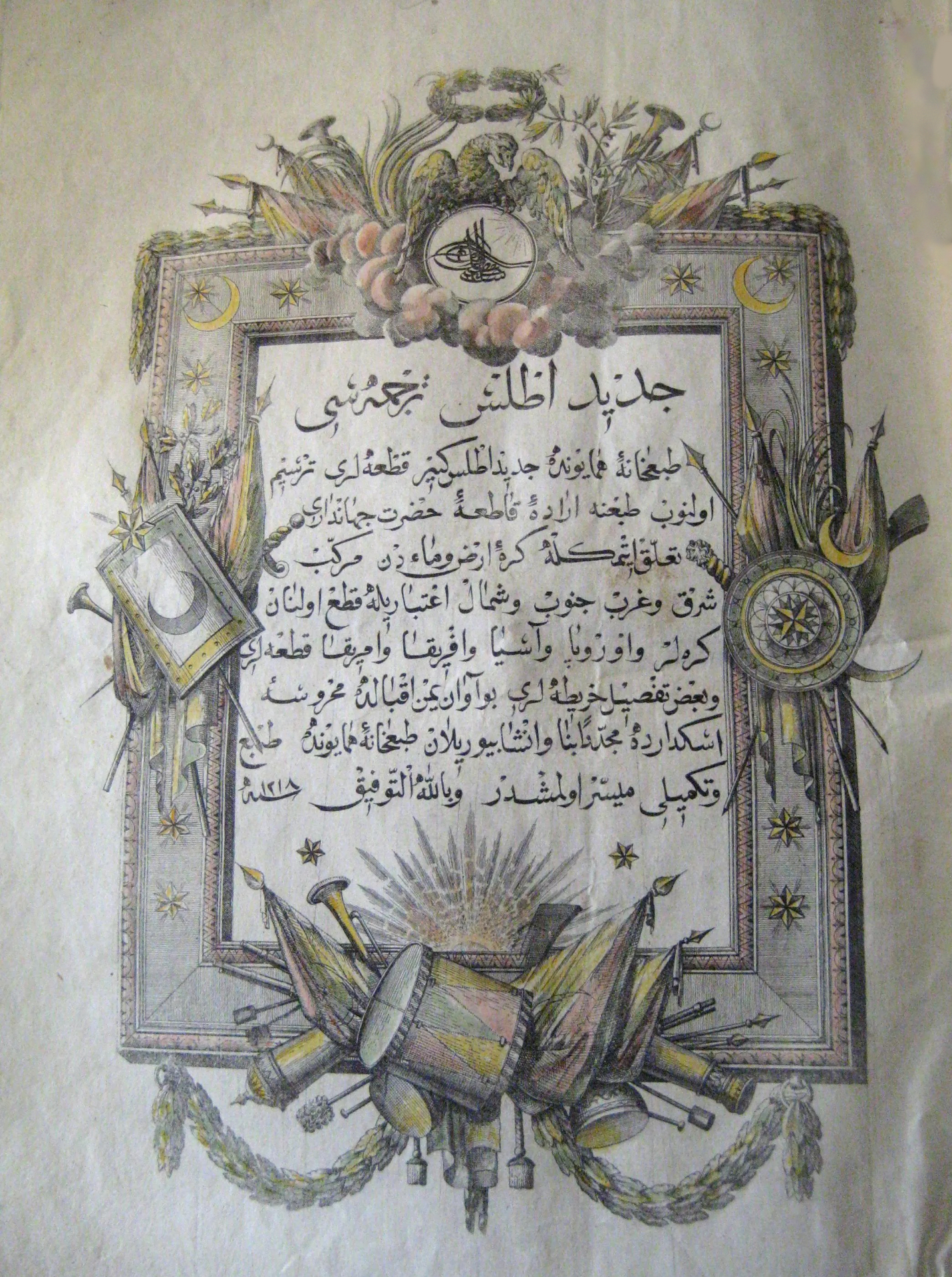
Pagina dell'Atlante Cedid, 1803

La Cedid Atlas include una mappa celeste monocromatica e 24 mappe rame incisa su varie parti del mondo colorate a mano; il grafico e mappe celesti misura di almeno (53 cm per 72 cm) e tutte le mappe sono in realtà adattamenti di William Faden s' Generale Atlas. Le mappe sono preceduti da un trattato (1 + 79) pagina a lungo di geografia, "Ucalet-ul Coğrafiye" di Mahmud Raif Efendi e una pagina di titolo. Il "Ucalet-ul Coğrafiye" di Mahmud Raif Efendi è stato stampato un anno dopo, nel 1804, e legati insieme con l'atlante.
Da un punto di vista artistico, l'atlante si distingue per il colore delle mappe, così come la bellezza dello script sulle mappe.
La Cedid Atlas è stata pubblicata in parallelo con gli sviluppi del impero ottomano Nizam-ı Cedid, il 'New-Order' o il 'nuovo sistema' ('Cedid' significa 'nuovo' e 'sistema' 'Nizam' mezzi, "regime", o "ordine") e il suo titolo-nome riflette chiaramente. L'atlante è stato di nuovo in termini di conoscenza cartografica e ben si adatta al nuovo sistema che ha cercato di introdurre nuove istituzioni nella Ottomano durante il tentativo di sostituire quelli esistenti con le controparti contemporanee dal occidentale. Introdotto dalla sentenza Padishah (il sultano) dell'Impero Ottomano, Selim III, il "Nuovo-Order" ha incluso una serie di riforme che principalmente modernizzano e modificano la struttura dell'allora esistente esercito ottomano e hanno cambiato la struttura amministrativa dell'Impero. È stato uno sforzo per recuperare il ritardo con tecnica, militare, economica, e le realizzazioni amministrative degli occidentali contro la quale l'Impero Ottomano stava perdendo terreno dal XVII secolo. Nuove scuole militari e di ingegneria sono stati stabiliti e le unità governative connesse con le relazioni estere e gli affari sono stati riorganizzati per allinearsi con il nuovo sistema. Per queste scuole, le unità governative e l'esercito totalmente riorganizzato riformato secondo la prassi europea, una nuova comprensione e le applicazioni della geografia degli standard occidentali erano necessarie e la Cedid Atlas è stato tradotto e stampato per questo scopo.
Solo 50 copie di questo atlante (misura 36 cm x 53 cm) sono stati stampati in pressa. Una copia è stata presentata al Selim III; diverse copie sono stati presentati anche agli alti funzionari dell'Impero, alcuni sono stati riservati per la biblioteca di Muhendishane (scuola di ingegneria militare del tempo), e le restanti sono stati riservati per la vendita. Tuttavia, durante la "Alemdar Vakası", una rivolta dei giannizzeri di Costantinopoli durante 15-18 novembre 1808, un incendio presso il magazzino della stampa ha distrutto un numero (inspiegato) imprecisato di copie riservate in vendita. Sulla base di stime diverse e la contabilità per le singole mappe (strappato-out da volumi rilegati del atlante) venduti o che sono venduti in tutto il mondo, si ritiene che potrebbe essere presente un massimo di 20 esempi completi in biblioteche o in collezioni private, mentre alcune fonti suggeriscono che esistono solo 10 copie complete ed intatte del mondo. Come tale, è una delle più rare atlanti stampati di valore storico.

## Copie esistenti

### Copie complete
Esistono solo 12 copie complete al mondo:
1. Turchia - Topkapı Sarayı[3] (Palazzo di Topkapı) - 1 copia - Completa
2. Turchia - Biblioteca della Istanbul Technical University (İstanbul Teknik Üniversitesi, ex "Scuola d'ingegneria (Mühendislik Mektebi)") - 2 copie - Complete (presenza di copie non confermate)
3. Turchia - Biblioteca dell'Università del Bosforo (Boğaziçi Üniversitesi, ex Robert College) - 3 copie - Complete (solo 1 copia confermata)
4. Turchia - Municipality of Üsküdar (Üsküdar Belediyesi) - 1 copia - Completa
5. U.S.A. - Biblioteca del Congresso - 1 copia - Completa
6. U.S.A. - Princeton University Library - 1 copia - Completa
7. Paesi Bassi - Leiden University Library - 1 copia - Completa
8. Emirati Arabi Uniti - Rivenditori di libri d'antiquariato; [4]. La copia è stata messa in vendita presso  Sharjah Book Fair 2016.[5] - 1 copia - Completa
9. Swann Auction Galleries, New York - 1 copia completa venduta il 26 maggio 2016.[6]

Contrariamente alle fonti, la ricerca sul sito internet della biblioteca dell'Università del Bosforo mostra solo una copia, mentre nessuna copia risulta cercando sul sito della Istanbul Technical University. Il catalogo di ricerca di WorldCat di tutte le biblioteche conferma questo risultato. Di conseguenza, ci sono solo 10 copie complete e intatte confermate al mondo.

### Copie incomplete
Di seguito le copie incomplete conosciute nel mondo:
1. U.S.A. - John Carter Brown Library (Brown University) - 1 copia (mancano due carte geografiche)
2. U.S.A. - Newberry Library - 1 copia (manca una carta)
3. Turchia - Yapı Kredi Sermet Çifter Araştırma Kütüphanesi - 1 copia (mancano diverse carte geografiche)
4. Turchia - Bursa İnebey Kütüphanesi - 1 copy (missing several maps)
5. Norvegia - Nasjonalbiblioteket (Biblioteca nazionale norvegese) - 1 copia (mancano due carte geografiche)[7][8]
6. Svezia - Kungliga Biblioteket (Biblioteca reale svedese) - 1 copia (Manca la pagina del titolo)[9]
7. Austria - Antikvariat InLibris, Vienna - 1 copia (Manca la mappa celeste).[10]

Le seguenti biblioteche possiedono delle porzioni molto limitate dell'atlante:
1. Biblioteca nazionale di Francia possiede le iniziali (1+79) pagine "Ucalet-ül Coğrafiye" e solamente un'unica mappa, oltre alla pagina del titolo.
2. National Library of Australia possiede solo due carte geografiche dell'atlante.